# Record de France de natation messieurs du 4 × 100 mètres 4 nages
Le record de France de natation sportive messieurs pour l'épreuve du 4 × 100 mètres 4 nages concerne les records obtenus par les athlètes dans cette épreuve en bassin de 50 et 25 mètres.

## Record équipe nationale

### Bassin de 50 mètres
| Temps         | Laps          | Athlète              | Naissance | Âge | Club                            | Compétition                | Lieu        | Date            |
| ------------- | ------------- | -------------------- | --------- | --- | ------------------------------- | -------------------------- | ----------- | --------------- |
| 3 min 36 s 55 |               |                      |           |     |                                 | Championnats d'Europe (f)  | Berlin      | 4 août 2002     |
|               | 55 s 15       | Pierre Roger         | 1983      | 19  | Dauphins du TOEC                |                            |             |                 |
|               | 1 min 00 s 26 | Hugues Duboscq       | 1981      | 21  | Club Nautique Havrais           |                            |             |                 |
|               | 52 s 32       | Franck Esposito      | 1971      | 31  | Cercle des nageurs d'Antibes    |                            |             |                 |
|               | 48 s 82       | Romain Barnier       | 1976      | 26  | Cercle des nageurs d'Antibes    |                            |             |                 |
| 3 min 36 s 39 |               |                      |           |     |                                 | Championnats du monde (f)  | Barcelone   | 27 juillet 2003 |
|               | 55 s 53       | Simon Dufour         | 1979      | 24  | Montpellier ANUC                |                            |             |                 |
|               | 1 min 00 s 12 | Hugues Duboscq       | 1981      | 22  | Club Nautique Havrais           |                            |             |                 |
|               | 52 s 04       | Franck Esposito      | 1971      | 32  | Cercle des nageurs d'Antibes    |                            |             |                 |
|               | 48 s 70       | Frédérick Bousquet   | 1981      | 22  | CS Clichy 92                    |                            |             |                 |
| 3 min 34 s 78 |               |                      |           |     |                                 | Jeux Olympiques (s)        | Pékin       | 15 août 2008    |
|               | 55 s 46       | Benjamin Stasiulis   | 1986      | 22  | Mulhouse Olympic Natation       |                            |             |                 |
|               | 59 s 29       | Hugues Duboscq       | 1981      | 27  | Club Nautique Havrais           |                            |             |                 |
|               | 51 s 97       | Christophe Lebon     | 1982      | 26  | Cercle des nageurs d'Antibes    |                            |             |                 |
|               | 48 s 06       | Fabien Gilot         | 1984      | 24  | Cercle des nageurs de Marseille |                            |             |                 |
| 3 min 34 s 63 |               |                      |           |     | Cercle des nageurs de Marseille | Championnats de France (s) | Montpellier | 25 avril 2009   |
|               | 54 s 06       | Camille Lacourt      | 1985      | 24  |                                 |                            |             |                 |
|               | 1 min 00 s 79 | Maxime Bussière      | 1987      | 22  |                                 |                            |             |                 |
|               | 52 s 72       | William Meynard      | 1987      | 22  |                                 |                            |             |                 |
|               | 47 s 06       | Fabien Gilot         | 1984      | 25  |                                 |                            |             |                 |
| 3 min 30 s 09 |               |                      |           |     |                                 | Championnats du monde (s)  | Rome        | 2 août 2009     |
|               | 53 s 90       | Jérémy Stravius      | 1988      | 21  | Amiens Métropole Natation       |                            |             |                 |
|               | 58 s 75       | Hugues Duboscq       | 1981      | 28  | Club Nautique Havrais           |                            |             |                 |
|               | 50 s 58       | Clément Lefert       | 1987      | 22  | Olympic Nice Natation           |                            |             |                 |
|               | 46 s 86       | Alain Bernard        | 1983      | 26  | Cercle des nageurs d'Antibes    |                            |             |                 |
| 3 min 29 s 73 |               |                      |           |     |                                 | Championnats du monde (f)  | Rome        | 2 août 2009     |
|               | 53 s 96       | Jérémy Stravius      | 1988      | 21  | Amiens Métropole Natation       |                            |             |                 |
|               | 58 s 54       | Hugues Duboscq       | 1981      | 28  | Club Nautique Havrais           |                            |             |                 |
|               | 50 s 97       | Clément Lefert       | 1987      | 22  | Olympic Nice Natation           |                            |             |                 |
|               | 46 s 26       | Alain Bernard        | 1983      | 26  | Cercle des nageurs d'Antibes    |                            |             |                 |
| 3 min 28 s 38 |               |                      |           |     |                                 | Jeux olympiques (f)        | Paris       | 4 août 2024     |
|               | 52 s 60       | Yohann Ndoye-Brouard | 2000      | 23  | Dauphins d'Annecy               |                            |             |                 |
|               | 58 s 62       | Léon Marchand        | 2002      | 22  | Dauphins du TOEC                |                            |             |                 |
|               | 49 s 57       | Maxime Grousset      | 1999      | 25  | CS Clichy 92                    |                            |             |                 |
|               | 47 s 59       | Florent Manaudou     | 1990      | 33  | Cercle des nageurs de Marseille |                            |             |                 |

### Bassin de 25 mètres
| Temps         | Laps          | Athlète               | Naissance | Âge | Club                            | Compétition               | Lieu   | Date             |
| ------------- | ------------- | --------------------- | --------- | --- | ------------------------------- | ------------------------- | ------ | ---------------- |
| 3 min 33 s 58 |               |                       |           |     |                                 | Tentative                 | Massy  | 23 avril 2003    |
|               | 54 s 04       | Pierre Roger          | 1983      | 20  |                                 |                           |        |                  |
|               | 1 min 01 s 17 | Hugues Duboscq        | 1981      | 22  |                                 |                           |        |                  |
|               | 51 s 69       | Franck Esposito       | 1971      | 32  |                                 |                           |        |                  |
|               | 46 s 68       | Romain Barnier        | 1976      | 27  |                                 |                           |        |                  |
| 3 min 26 s 06 |               |                       |           |     | Cercle des nageurs de Marseille | Championnats interclub    | Istres | 21 décembre 2008 |
|               | 51 s 18       | Camille Lacourt       | 1985      | 23  |                                 |                           |        |                  |
|               | 58 s 41       | Giacomo Perez-Dortona | 1989      | 19  |                                 |                           |        |                  |
|               | 50 s 48       | Frédérick Bousquet    | 1981      | 27  |                                 |                           |        |                  |
|               | 45 s 99       | Fabien Gilot          | 1984      | 24  |                                 |                           |        |                  |
| 3 min 23 s 60 |               |                       |           |     | Équipe nationale                | Championnats du monde (f) | Dubaï  | 19 décembre 2010 |
|               | 50 s 23       | Camille Lacourt       | 1985      | 25  | Cercle des nageurs de Marseille |                           |        |                  |
|               | 57 s 51       | Hugues Duboscq        | 1981      | 29  | Club Nautique Havrais           |                           |        |                  |
|               | 50 s 92       | Frédérick Bousquet    | 1981      | 29  | Cercle des nageurs de Marseille |                           |        |                  |
|               | 44 s 94       | Fabien Gilot          | 1984      | 26  | Cercle des nageurs de Marseille |                           |        |                  |
| 3 min 22 s 26 |               |                       |           |     | Équipe nationale                | Championnats du monde (f) | Doha   | 7 décembre 2014  |
|               | 50 s 35       | Florent Manaudou      | 1990      | 24  | Cercle des nageurs de Marseille |                           |        |                  |
|               | 57 s 00       | Giacomo Perez-Dortona | 1989      | 25  | Cercle des nageurs de Marseille |                           |        |                  |
|               | 49 s 07       | Mehdy Metella         | 1992      | 22  | Cercle des nageurs de Marseille |                           |        |                  |
|               | 45 s 84       | Clément Mignon        | 1993      | 21  | Cercle des nageurs de Marseille |                           |        |                  |

## Record des clubs

### Bassin de 50 mètres
| Temps         | Laps          | Athlète              | Naissance | Âge | Club                            | Compétition                | Lieu            | Date            |
| ------------- | ------------- | -------------------- | --------- | --- | ------------------------------- | -------------------------- | --------------- | --------------- |
| 4 min 31 s 5  |               |                      |           |     | Racing club de France           |                            | Troyes          | 1er avril 1953  |
| 4 min 30 s 4  |               |                      |           |     | Cercle des nageurs de Marseille |                            | Marseille       | 25 août 1955    |
| 4 min 39 s 3  |               |                      |           |     | Cercle des nageurs de Marseille | Championnats de France (f) | Paris           | 28 août 1958    |
| 4 min 38 s 7  |               |                      |           |     | Cercle des nageurs de Marseille | Championnats de France     | Alger           | 2 août 1959     |
| 4 min 36 s 1  |               |                      |           |     | Cercle des nageurs de Marseille |                            | Paris           | 5 juin 1960     |
| 4 min 34 s 7  |               |                      |           |     | Cercle des nageurs de Marseille | Championnats de France (f) | Paris           | 5 août 1960     |
| 4 min 28 s 3  |               |                      |           |     | Cercle des nageurs de Marseille | Championnats de France (f) | Paris           | 28 juillet 1961 |
| 4 min 23 s 6  |               |                      |           |     | Cercle des nageurs de Marseille | Championnats de France (f) | Paris           | 21 juillet 1962 |
| 4 min 22 s 1  |               |                      |           |     | Mulhouse Olympic Natation       | Championnats de France (f) | Paris           | 22 juillet 1963 |
| 4 min 21 s 4  |               |                      |           |     | Cercle des nageurs de Marseille | Championnats de France (f) | Paris           | 9 août 1964     |
| 4 min 16 s 3  |               |                      |           |     | Cercle des nageurs de Marseille | Championnats de France (f) | Paris           | 12 juillet 1966 |
| 4 min 12 s 7  |               |                      |           |     | Cercle des nageurs de Marseille |                            | Marseille       | 26 juin 1969    |
| 4 min 08 s 8  |               |                      |           |     | Cercle des nageurs de Marseille | Championnats de France (f) | Paris           | 27 juillet 1969 |
| 4 min 04 s 3  |               |                      |           |     | Cercle des nageurs de Marseille | Championnats de France (f) | Vittel          | 16 juillet 1972 |
|               |               | Michel Pedroletti    |           |     |                                 |                            |                 |                 |
|               |               | Bernard Combet       |           |     |                                 |                            |                 |                 |
|               |               | Alain Mosconi        | 1949      | 23  |                                 |                            |                 |                 |
|               |               | Moine                |           |     |                                 |                            |                 |                 |
| 4 min 04 s 09 |               |                      |           |     | Cercle des nageurs d'Antibes    | Championnats de France (f) | Paris           | 23 juillet 1977 |
| 4 min 02 s 23 |               |                      |           |     | Cercle des nageurs d'Antibes    | Championnats de France (f) | Laval           | 14 juillet 1978 |
| 4 min 00 s 97 |               |                      |           |     | Cercle des nageurs de Marseille | Championnats de France (f) | Brive           | 8 août 1980     |
| 3 min 58 s 09 |               |                      |           |     | Cercle des nageurs de Marseille | Championnats de France (f) | Dunkerque       | 1er août 1981   |
| 3 min 56 s 03 |               |                      |           |     | Mulhouse Olympic Natation       | Championnats de France (f) | Aix-en-Provence | 22 février 1985 |
|               |               | Franck Horter        |           |     |                                 |                            |                 |                 |
|               |               | Thierry Pata         | 1965      | 20  |                                 |                            |                 |                 |
|               |               | Lionel Horter        |           |     |                                 |                            |                 |                 |
|               |               | J Metzger            |           |     |                                 |                            |                 |                 |
| 3 min 53 s 66 |               |                      |           |     | Dauphins du TOEC                | Championnats de France (f) | Rennes          | 8 mars 1986     |
| 3 min 51 s 07 |               |                      |           |     | Racing club de France           | Championnats de France (f) | Strasbourg      | 10 juillet 1987 |
| 3 min 48 s 48 |               |                      |           |     | Racing club de France           | Championnats de France (f) | Dunkerque       | 5 août 1988     |
| 3 min 47 s 47 |               |                      |           |     | Dauphins du TOEC                | Championnats de France (f) | Paris           | 20 juillet 1989 |
| 3 min 45 s 98 |               |                      |           |     | Racing club de France           | Championnats de France (f) | Lille           | 17 mars 1994    |
| 3 min 43 s 96 |               |                      |           |     | Cercle des nageurs d'Antibes    | Championnats de France (f) | Rennes          | 26 mars 2000    |
|               | 57 s 09       | Romain Barnier       | 1976      | 24  |                                 |                            |                 |                 |
|               | 1 min 04 s 06 | Lionel Moreau        | 1974      | 26  |                                 |                            |                 |                 |
|               | 52 s 65       | Franck Esposito      | 1971      | 29  |                                 |                            |                 |                 |
|               | 50 s 16       | Frédérick Bousquet   | 1981      | 19  |                                 |                            |                 |                 |
| 3 min 43 s 39 |               |                      |           |     | CS Clichy 92                    | Championnats de France (f) | Saint-Étienne   | 20 avril 2003   |
|               | 59 s 29       | Sylvain Cros         | 1980      | 23  |                                 |                            |                 |                 |
|               | 1 min 02 s 44 | Stéphan Perrot       | 1977      | 26  |                                 |                            |                 |                 |
|               | 52 s 23       | Frédérick Bousquet   | 1981      | 22  |                                 |                            |                 |                 |
|               | 49 s 43       | Julien Sicot         | 1978      | 25  |                                 |                            |                 |                 |
| 3 min 43 s 05 |               |                      |           |     | Mulhouse Olympic Natation       | Championnats de France     | Saint-Raphaël   | 28 juin 2007    |
|               | 55 s 33       | Benjamin Stasiulis   | 1986      | 21  |                                 |                            |                 |                 |
|               | 1 min 02 s 45 | Julien Nicolardot    | 1981      | 26  |                                 |                            |                 |                 |
|               | 53 s 42       | Amaury Leveaux       | 1985      | 22  |                                 |                            |                 |                 |
|               | 51 s 85       | Guillaume Strohmeyer | 1985      | 22  |                                 |                            |                 |                 |
| 3 min 42 s 39 |               |                      |           |     | Mulhouse Olympic Natation       | Championnats de France     | Dunkerque       | 27 avril 2008   |
|               | 55 s 74       | Benjamin Stasiulis   | 1986      | 22  |                                 |                            |                 |                 |
|               | 1 min 02 s 52 | Julien Nicolardot    | 1981      | 27  |                                 |                            |                 |                 |
|               | 53 s 34       | Amaury Leveaux       | 1985      | 23  |                                 |                            |                 |                 |
|               | 50 s 79       | Guillaume Strohmeyer | 1985      | 23  |                                 |                            |                 |                 |
| 3 min 40 s 62 |               |                      |           |     | Cercle des nageurs d'Antibes    | Championnats de France     | Dunkerque       | 27 avril 2008   |
|               | 56 s 83       | Joris Hustache       | 1988      | 20  |                                 |                            |                 |                 |
|               | 1 min 04 s 68 | Kevin Dillmann       | 1989      | 19  |                                 |                            |                 |                 |
|               | 52 s 15       | Christophe Lebon     | 1982      | 26  |                                 |                            |                 |                 |
|               | 46 s 96       | Alain Bernard        | 1983      | 25  |                                 |                            |                 |                 |
| 3 min 34 s 63 |               |                      |           |     | Cercle des nageurs de Marseille | Championnats de France (s) | Montpellier     | 25 avril 2009   |
|               | 54 s 06       | Camille Lacourt      | 1985      | 24  |                                 |                            |                 |                 |
|               | 1 min 00 s 79 | Maxime Bussière      | 1987      | 22  |                                 |                            |                 |                 |
|               | 52 s 72       | William Meynard      | 1987      | 22  |                                 |                            |                 |                 |
|               | 47 s 06       | Fabien Gilot         | 1984      | 25  |                                 |                            |                 |                 |

### Bassin de 25 mètres
| Temps         | Laps    | Athlète               | Naissance | Âge | Club                            | Compétition            | Lieu             | Date             |
| ------------- | ------- | --------------------- | --------- | --- | ------------------------------- | ---------------------- | ---------------- | ---------------- |
| 3 min 39 s 89 |         |                       |           |     | Racing club de France           | Championnats interclub | Paris            | 22 décembre 1991 |
|               |         | Franck Schott         | 1970      | 21  |                                 |                        |                  |                  |
|               |         | David Leblanc         | 1968      | 23  |                                 |                        |                  |                  |
|               |         | Laurent Neuville      | 1965      | 26  |                                 |                        |                  |                  |
|               |         | Stéphan Caron         | 1966      | 25  |                                 |                        |                  |                  |
| 3 min 39 s 23 |         |                       |           |     | Cercle des nageurs d'Antibes    | Championnats interclub | Chalon-sur-Saône | 17 décembre 1995 |
|               |         | Romain Barnier        | 1976      | 19  |                                 |                        |                  |                  |
|               |         | Lionel Moreau         | 1974      | 21  |                                 |                        |                  |                  |
|               |         | Franck Esposito       | 1971      | 24  |                                 |                        |                  |                  |
|               |         | Christophe Kalfayan   | 1969      | 26  |                                 |                        |                  |                  |
| 3 min 38 s 53 |         |                       |           |     | Cercle des nageurs d'Antibes    | Championnats interclub | Montpellier      | 5 décembre 1999  |
|               |         | Romain Barnier        | 1976      | 23  |                                 |                        |                  |                  |
|               |         | Lionel Moreau         | 1974      | 25  |                                 |                        |                  |                  |
|               |         | Franck Esposito       | 1971      | 28  |                                 |                        |                  |                  |
|               |         | Frédérick Bousquet    | 1981      | 18  |                                 |                        |                  |                  |
| 3 min 37 s 01 |         |                       |           |     | Cercle des nageurs d'Antibes    | Championnats interclub | Montpellier      | 28 mars 2000     |
|               |         | Romain Barnier        | 1976      | 24  |                                 |                        |                  |                  |
|               |         | Lionel Moreau         | 1974      | 26  |                                 |                        |                  |                  |
|               |         | Franck Esposito       | 1971      | 29  |                                 |                        |                  |                  |
|               |         | Frédérick Bousquet    | 1981      | 19  |                                 |                        |                  |                  |
| 3 min 35 s 23 |         |                       |           |     | Cercle des nageurs d'Antibes    | Championnats interclub | Antibes          | 14 janvier 2001  |
|               |         | Romain Barnier        | 1976      | 23  |                                 |                        |                  |                  |
|               |         | Lionel Moreau         | 1974      | 25  |                                 |                        |                  |                  |
|               |         | Franck Esposito       | 1971      | 28  |                                 |                        |                  |                  |
|               |         | Frédérick Bousquet    | 1981      | 18  |                                 |                        |                  |                  |
| 3 min 26 s 06 |         |                       |           |     | Cercle des nageurs de Marseille | Championnats interclub | Istres           | 21 décembre 2008 |
|               | 51 s 18 | Camille Lacourt       | 1985      | 23  |                                 |                        |                  |                  |
|               | 58 s 41 | Giacomo Perez-Dortona | 1989      | 19  |                                 |                        |                  |                  |
|               | 50 s 48 | Frédérick Bousquet    | 1981      | 27  |                                 |                        |                  |                  |
|               | 45 s 99 | Fabien Gilot          | 1984      | 24  |                                 |                        |                  |                  |